# Richard Kissi Boateng
Richard Kissi Boateng (ur. 25 listopada 1988) – ghański piłkarz grający na pozycji obrońcy. Zawodnik klubu Supersport United FC.

## Kariera klubowa
Pierwszym klubem Boatenga był Liberty Professionals. W 2010 roku zdecydował się wyjechać za granicę, a dokładnie zaczął grać w libijskim Al-Ittihad Trypolis. Jednak po roku grania w Libii wrócił do Ghany, do klubu Berekum Chelsea.

## Kariera reprezentacyjna
Boateng raz wystąpił w reprezentacji Ghany podczas eliminacji do MŚ 2014. W 2013 roku dostał powołanie na Puchar Narodów Afryki 2013.